# 동부로 (합천군)
동부로(Dongbu-ro)는 대한민국의 경상남도 합천군 대양면에서 시작하여, 청덕면을 거쳐 연결하는 도로이다.

## 노선 경로
- 정양삼거리 - 대야로
- 적포삼거리 - 의합대로